# George Sutherland (Leichtathlet)
George Watt Sutherland (* 7. Mai 1903 in Edinburgh; † 10. Mai 1951 in Calgary) war ein kanadischer Hammerwerfer.
Bei den British Empire Games wurde er 1930 in Hamilton Vierter im Dreisprung. 1934 in London gewann er Silber im Hammerwurf, wurde Siebter im Diskuswurf und Achter im Kugelstoßen. 1938 in Sydney siegte er im Hammerwurf, gewann Bronze im Diskuswurf und wurde erneut Achter im Kugelstoßen.
Zweimal wurde er Kanadischer Meister im Hammerwurf (1931, 1934) und je einmal im Speerwurf (1931) und im Zehnkampf (1932).
1956 wurde er in die Canadian Olympic Hall of Fame und 1958 in die Alberta Sports Hall of Fame aufgenommen.